# Người Triều Tiên (Trung Quốc)
Người Trung Quốc gốc Triều Tiên, Dân tộc Triều Tiên tại Trung Quốc hay tên gọi không chính thức là Người Hàn Quốc tại Trung Quốc, người Trung gốc Hàn, người Trung gốc Triều là những người dân tộc Triều Tiên mang quốc tịch Trung Quốc, cũng như một số ít người di cư từ Bắc Triều Tiên và Hàn Quốc. Tổng số những người này là 2,3 triệu tính đến  năm 2009.
Triều Tiên tộc (tiếng Trung: 朝鲜族) hay Joseonjok (tiếng Hàn Quốc: 조선족), cũng thường được dùng để đề cập đến Người Trung Quốc gốc Triều Tiên (tiếng Hàn: 조선계 중국인; Hanja: 朝鮮系中國人; Hán-Việt: Triều Tiên hệ Trung Quốc nhân), đây là một trong 56 dân tộc được Cộng hòa Nhân dân Trung Hoa công nhận chính thức. Dân tộc Triều Tiên tại Trung Quốc đặc biệt tập trung tại Châu tự trị dân tộc Triều Tiên Diên Biên, với 854.000 người năm 2000.

## Lịch sử
Trong suốt chiều dài lịch sử, do mối quan hệ chặt chẽ giữa Trung Quốc và Triều Tiên, việc di dân xảy ra một cách thường xuyên giữa hai quốc gia láng giềng. Đã có những ghi chép về việc di cư của người nhập cư Triều Tiên vào đầu nhà Thanh, nhà Minh, nhà Nguyên, nhà Đường và thậm chí là từ trước đó. Phần lớn những người di cư Triều Tiên này đã đồng hóa vào xã hội Trung Hoa. Hiện số người dân tộc Triều Tiên tại Trung Quốc chủ yếu là hậu duệ của những người di cư từ năm 1860 đến năm 1945. Trong những năm 1860, một loạt thiên tại đã xảy ra tại Triều Tiên, dẫn đến nạn đói thảm khốc. Cùng với sự nới lỏng kiểm soát biên giới và chấp nhận di dân từ bên ngoài đến vùng Đông Bắc Trung Quốc của nhà Thanh, nhiều người Triều Tiên đã lựa chọn di cư. Khoảng năm 1894, một ước tính cho thấy có 34.000 người Triều Tiên sống ở Trung Quốc, với số lượng ngày càng tăng và lên 109.500 vào năm 1910. Sau khi Nhật Bản chiếm đóng Triều Tiên, nhiều người Triều Tiên đã di chuyển đến Trung Quốc. Một số chỉ đơn thuần là chạy trốn khỏi ách cai trị của Nhật Bản hoặc do khó khăn kinh tế, trong khi những người khác có ý định tận dụng Trung Quốc như là một cơ sở cho các phong trào kháng chiến chống Nhật của họ. Đến năm 1936, đã có 854.411 người Triều Tiên ở Trung Quốc. Khi Nhật Bản mở rộng phạm vi chiếm đóng sang Trung Quốc, chính phủ Nhật đã buộc nhiều nông dân Triều Tiên di chuyển về phía bắc tới Trung Quốc để khai khẩn đất đai. Trong Chiến tranh thế giới II, nhiều người Triều Tiên ở Trung Quốc đã tham gia cùng nhân dân Trung Quốc trong cuộc chiến chống quân xâm lược Nhật Bản. Nhiều người cũng đã gia nhập Đảng Cộng sản Trung Quốc và chiến đấu chống lại quân đội Quốc Dân Đảng Trung Quốc trong thời kỳ Nội chiến Trung Quốc, song song với một lượng lớn không nhỏ người Triều Tiên khác, chủ yếu ủng hộ Kim Gu, thủ lĩnh kháng chiến Triều Tiên, cũng ủng hộ Quốc dân Đảng chống lại phe cộng sản. Sau năm 1949, ước tính có khoảng 600.000 người, tương đương 40% vào thời điểm đó, đã chọn lựa hồi hương về bán đảo Triều Tiên, phần vì lo sợ bị những người cộng sản thanh trừng. Những người còn lại đã chọn ở lại Trung Quốc và đã nhận quốc tịch Trung Quốc từ 1949 (kết thúc Nội chiến Trung Quốc) đến năm 1952.

### Từ 1949
Sau khi thành lập Cộng hòa Nhân dân Trung Hoa, nhiều người Trung Quốc gốc Triều Tiên đã gia nhập "quân chí nguyện nhân dân" để chiến đấu cùng Bắc Triều Tiên trong Chiến tranh Triều Tiên. Hầu hết người Trung Quốc gốc Triều Tiên có nguồn gốc từ vùng Hamgyong của Bắc Triều Tiên, và nói phương ngữ Hamgyŏng của tiếng Triều Tiên. Châu tự trị dân tộc Triều Tiên Diên Biên được thành lập vào năm 1952 với cấp ban đầu là huyện, và được nâng lên cấp châu năm 1955. Huyện tự trị dân tộc Triều Tiên Trường Bạch đã được thành lập ở tỉnh Cát Lâm, ngoài ra còn có một số khu vực tự trị khác của người Triều Tiên tại Hắc Long Giang, Liêu Ninh, và Nội Mông. Tuy nhiên, khoảng năm 1990 trở lại đây dân số dân tộc Triều Tiên ở Diên Biên đã giảm xuống do di cư. Tỷ lệ dân tộc Triều Tiên ở đây đã giảm từ 60,2% năm 1953 xuống 36,3% năm 2000. Sự thay đổi này phản ánh những biến động trong xã hội của người dân tộc Triều Tiên do nền kinh tế tăng trưởng cao của Trung Quốc. Người Triều Tiên là một trong những dân tộc có trình độ giáo dục cao nhất tại Trung Quốc, và được coi là mẫu mực cho các dân tộc thiểu số.. Tiếng Triều Tiên cũng được nhà nước khuyến khích, và hầu hết người Triều Tiên tham gia các kỳ thi tuyển lên các bậc học cao hơn bằng tiếng Triều Tiên.
Một phần đáng kể người Trung Quốc gốc Triều Tiên nay cư trú tại Hàn Quốc; Tính đến  năm 2009, có khoảng 443.566 người dân tộc Triều Tiên mang quốc tịch Trung Quốc sinh sống tại Hàn Quốc, chiếm tới 71% tất cả công dân Trung Quốc sống tại nước này. Tuy nhiên họ nhận được ít thuận lợi hơn so với người gốc Triều Tiên ở các nước khác, chẳng hạn như những người mang quốc tịch Mỹ.

## Đặc điểm
Hầu hết người Trung Quốc gốc Triều Tiên có thể nói tiếng Trung và nhiều người có thể nói được thông thạo tiếng Triều Tiên. Nhiều người dân tộc Triều Tiên theo Phật giáo, những cũng có một phần đáng kể theo Thiên Chúa giáo.
Người Trung Quốc gốc Triều Tiên cảm thấy thoải mái khi tự coi mình là một phần của dân tộc Trung Hoa và không có mâu thuẫn giữa dân tộc Triều Tiên của họ và dân tộc Trung Hoa. Đặc tính dân tộc của người gốc Triều Tiên đã tăng lên kể từ thập niên 1990, và Triều Tiên tộc "yêu cầu phải sử dụng ngôn ngữ của họ ở vị trí đầu tiên trong hệ thống giáo dục". Mặc dù Triều Tiên tộc đã gia tăng đặc tính dân tộc của mình trong những năm gần đây, tuy nhiên đã không hề có một vụ xung đột nào xảy ra giữa họ với người Hán hay là yêu cầu đòi ly khai. Đây chính là điểm khác biệt đáng lưu ý so với người Triều Tiên ở bán đảo Triều Tiên, vốn dĩ đã gia tăng tư tưởng dân tộc chủ nghĩa và đối lập với Trung Quốc trong nhiều năm qua.
Mặc dù người dân tộc Triều Tiên trong quá khứ hiếm khi kết hôn với các dân tộc khác, nhưng hiện điều này đang tăng lên. Lý Đức Thù (李德洙), người đứng đầu về vấn đề dân tộc Triều Tiên của Ủy ban Sự vụ Dân tộc, đã vô ý để lộ một sự thay đổi trong chính sách dân tộc của Trung Quốc từ tôn trọng các khác biệt sang đồng hóa. Mặc dù vậy, người Trung Quốc gốc Triều Tiên thường coi họ có chung một di sản văn hóa với những người ở Bán đảo Triều Tiên nhưng vẫn xem mình là một dân tộc thiểu số của Trung Quốc. Một vài người gốc Triều Tiên đã tham gia sâu rộng vào "Công trình Đông Bắc của Viện Khoa học Xã hội Trung Quốc, một dự án nghiên cứu quan hệ thời cổ của lịch sử Trung-Triều và bị chính phủ Hàn Quốc lên án. Một số sinh viên người Trung Quốc gốc Triều Tiên du học tại Hàn Quốc thậm chí còn tham gia ẩu đả chống lại những người biểu tình Hàn Quốc phản đối rước đuốc Olympic Bắc Kinh năm 2008.

## Một số người nổi tiếng
- Kim Long Quốc (Jin Longguo / Kim Yong-guk): Ca sĩ, thành viên nhóm nhạc JBJ hoạt động tại Hàn Quốc.
- Hoàng Nhân Tuấn (Huang Renjun / Hwang In-joon): Ca sĩ, thành viên nhóm nhạc NCT hoạt động tại Hàn Quốc.
- Thôi Kiện (Cui Jian / Choe Geon). Ca sĩ nhạc rock Trung Quốc hoạt động tại Bắc Kinh.